# 少年徳川家康
『少年徳川家康』（しょうねんとくがわいえやす）は、NETテレビで1975年4月9日から同年9月17日まで毎週水曜日の19時30分 - 20時00分に放送された東映動画製作のテレビアニメ。全20話。日本船舶振興会の一社提供番組。

## 概要
山岡荘八の小説「徳川家康」を元にした作品。徳川家康の少年時代、つまり「竹千代」と名乗っていた時代（出生〜岡崎城入城）を扱った。家康の母「於大」の竹千代への愛情を強調した。
合戦シーンには映画「里見八犬伝」を流用し、さらに岡崎城なども実写で登場させた。
森川ジョージの母親は家計を助けるためセル画彩色の内職をしていたがトレス台作業で目を悪くしたため、少年徳川家康で使われるセル画の彩色を手伝ったことがあるという。

## 声の出演
- 竹千代 - 小宮山清
- 松平元康 - 野田圭一
- 於大 - 増山江威子
- 広忠 - 井上真樹夫
- 華陽院 - 花形恵子
- 信元 - 柴田秀勝
- 久松俊勝 - 鈴木泰明
- 築山殿 - 吉田理保子
- 本多小夜- 坪井章子
- 奥山伝心斎 - 増岡弘
- 又五郎 - 神谷明
- 酒井正親 - 緒方賢一
- 大久保忠俊 - 蟹江栄司
- 今川義元 - 山田俊司→北川国彦
- 織田信長 - 石丸博也→青野武
- 納屋蕉庵 - 山田俊司
- 太原雪斎 - 加藤修
- 金田与左衛門 - 矢田耕司
- 徳千代 - つかせのりこ
- ナレーター - 内海賢二

## スタッフ
- 原作：山岡荘八
- 脚本：大川久男
- 音楽：渡辺岳夫
- 製作担当：大野清
- チーフディレクター：田宮武、矢吹公郎
- キャラクターデザイン：荒木伸吾
- 美術設定：影山勇
- プロデューサー：旗野義文、坂梨港、荻野隆史
- 編集：花井正明 （タバック）
- 録音：中里勝範（TFC）
- 音響効果：大平企義 （E&M）
- オーディオディレクター：小松亘弘
- 制作：NET、東映動画

## 主題歌
オープニングテーマ - 「少年徳川家康」
エンディングテーマ - 「いつか春が…」
作詞 - 伊丹亮一郎 / 作曲 - 渡辺岳夫 / 編曲 - 小谷充 / 歌 - ニュースタジオシンガーズ

## 各話リスト
| 話数 | 放送日  | サブタイトル | 演出       | 作画監督 | 美術     |
| ---- | ------- | ------------ | ---------- | -------- | -------- |
| 1    | 4月9日  | 誕生         | 田宮武     | 白土武   | 影山勇   |
| 2    | 4月16日 | かげり       | 生頼昭憲   | 石黒育   | 秦秀信   |
| 3    | 4月23日 | 別れ         | 落合正宗   | 伊賀章二 | 秦秀信   |
| 4    | 4月30日 | 春のあらし   | 勝間田具治 | 富永貞義 | 秦秀信   |
| 5    | 5月7日  | 旅立ち       | 生頼昭憲   | 山口泰弘 | 影山勇   |
| 6    | 5月14日 | さすらい     | 今沢哲男   | 我妻宏   | 秦秀信   |
| 7    | 5月21日 | 母のこころ   | 白土武     | 白土武   | 影山勇   |
| 8    | 5月28日 | みなし子     | 山吉康夫   | 石黒育   | 伊藤雅人 |
| 9    | 6月4日  | 竹千代帰る   | 落合正宗   | 伊賀章二 | 秦秀信   |
| 10   | 6月11日 | いつか春が   | 勝間田具治 | 富永貞義 | 秦秀信   |
| 11   | 6月18日 | めぐりあい   | 今沢哲男   | 我妻宏   | 影山勇   |
| 12   | 7月2日  | 麦は踏まれて | 生頼昭憲   | 山口泰弘 | 千葉康之 |
| 13   | 7月16日 | 孤児ふたり   | 白土武     | 白土武   | 秦秀信   |
| 14   | 7月23日 | 大将への道   | 山吉康夫   | 石黒育   | 伊藤雅人 |
| 15   | 7月30日 | 母のおもかげ | 矢吹公郎   | 富永貞義 | 影山勇   |
| 16   | 8月13日 | ふるさとにて | 今沢哲男   | 我妻宏   | 影山勇   |
| 17   | 8月20日 | 決意の夜     | 生頼昭憲   | 山口泰弘 | 秦秀信   |
| 18   | 8月27日 | 初陣         | 勝間田具治 | 石黒育   | 秦秀信   |
| 19   | 9月3日  | 決戦! 桶狭間 | 白土武     | 白土武   | 影山勇   |
| 20   | 9月17日 | 遠い道       | 今沢哲男   | 我妻宏   | 秦秀信   |

## 放送局
★ - 同時ネット（水曜 19:30 - 20:00）の局
- ★NET
- ★北海道テレビ[2]
- 山形テレビ：金曜 17:30 - 17:58[3]
- 東日本放送：日曜 8:30 - 9:00[4]
- 新潟総合テレビ（1976年12月に終了）：木曜 17:20 - 17:48[5]
- 信越放送：水曜 17:15 - 17:45[6]
- 福井放送：水曜 18:00 - 18:30[7]
- ★名古屋テレビ[8]
- ★朝日放送[9]
- 山陰中央テレビ：木曜 18:00 - 18:30（1975年12月時点）[10]
- テレビ岡山 : 水曜 18:00 - 18:30 （２週遅れ、当時は岡山県のみの県域局）[11]
- ★瀬戸内海放送 （当時は香川県のみの県域局）[11]
- ★広島ホームテレビ[11]
- ★九州朝日放送[12]
- 長崎放送：火曜 18:00 - 18:30[13]

## 映像ソフト
2014年10月31日、ベストフィールドより全話を収録したDVD-BOXが、「想い出のアニメライブラリー 第27集 少年徳川家康 DVD-BOX デジタルリマスター版」として発売。